# فونتانلا (اتریش)
فونتانلا (به آلمانی: Fontanella) یک منطقهٔ مسکونی در اتریش است که در ناحیه بلودنتس واقع شده‌است. فونتانلا ۳۱٫۲۳ کیلومتر مربع مساحت دارد ۱٬۱۴۵ متر بالاتر از سطح دریا واقع شده‌است.